# 八幡山 (名古屋市)
八幡山（はちまんやま）は、愛知県名古屋市天白区の地名。丁番を持たない単独町名である。住居表示未実施。

## 地理
名古屋市天白区北西部に位置する。北東は天白町八事・塩釜口一丁目、南西は御幸山、南東は元八事四丁目に接する。

## 歴史

### 町名の由来
旧字八幡山に由来する。当地にかつて正八幡社が鎮座していたことによる。

### 沿革
- 1982年（昭和57年）7月11日 - 天白区天白町大字八事の一部により、同区八幡山が成立する[1]。

## 世帯数と人口
2019年（平成31年）1月1日現在の世帯数と人口は以下の通りである。
| 町丁   | 世帯数  | 人口    |
| ------ | ------- | ------- |
| 八幡山 | 809世帯 | 1,459人 |

### 人口の変遷
国勢調査による人口の推移
| 2000年（平成12年） | 1,545人 | [ 10 ] |  |
| 2005年（平成17年） | 1,527人 | [ 11 ] |  |
| 2010年（平成22年） | 1,447人 | [ 12 ] |  |
| 2015年（平成27年） | 1,523人 | [ 13 ] |  |

## 学区
市立小・中学校に通う場合、学校等は以下の通りとなる。また、公立高等学校に通う場合の学区は以下の通りとなる。なお、小学校は学校選択制度を導入しておらず、番毎で各学校に指定されている。
| 小学校                                      | 中学校                 | 高等学校 |
| ------------------------------------------- | ---------------------- | -------- |
| 名古屋市立八事東小学校 名古屋市立表山小学校 | 名古屋市立御幸山中学校 | 尾張学区 |

## 交通
- 国道153号（飯田街道）[7]
- 名古屋市営地下鉄鶴舞線塩釜口駅[7]

## その他

### 日本郵便
- 郵便番号 : 468-0074[4]（集配局：天白郵便局[16]）。